# 閣道增一
仙后座π，又名BD+46 146，HD 4058、SAO 36602、HR 184，是仙后座的一颗恒星，视星等为4.94，位于銀經121.52，銀緯-15.82，其B1900.0坐标为赤經0h 37m 55.8s，赤緯+46° -15.82′ 39″。